# Mathiang Mathiang
Mathiang Mathiang (19 settembre 1994) è un ex calciatore sudsudanese, di ruolo difensore.